# Liste der Boxweltmeister im Supermittelgewicht
Diese Liste der Boxweltmeister im Supermittelgewicht bietet eine Übersicht über alle Boxweltmeister der vier anerkannten und aktuell tätigen Weltverbände (WBC, WBA, IBF, WBO) im Supermittelgewicht in chronologischer Reihenfolge. Die WBA-Superchampions sind sowohl in der chronologischen Reihenfolge als auch in einer separaten Tabelle gelistet. Der Status des Superchampions der WBA ist höher gereiht als der des regulären. Daher ist der WBA-Superchampion der eigentliche Weltmeister. Die WBO gehört erst seit 2007 zu den bedeutenden Verbänden.

## WBA / WBC / IBF / WBO
1. Murray Sutherland; 1984 IBF
2. Park Chong-pal; 1984–1987 IBF; 1987–1988 WBA
3. Fulgencio Obelmejias; 1988–1989 WBA
4. Graciano Rocchigiani; 1988–1990 IBF
5. Sugar Ray Leonard; 1988–1990 WBC
6. Thomas Hearns; 1988–1990 WBO
7. Baek In-chul; 1989–1990 WBA
8. Lindell Holmes; 1990–1991 IBF
9. Mauro Galvano; 1990–1992 WBC
10. Chris Eubank; 1990–1995 WBO
11. Víctor Córdoba; 1991–1992 WBA
12. Darrin Van Horn; 1991–1992 IBF
13. Iran Barkley; 1992–1993 IBF
14. Michael Nunn; 1992–1994 WBA
15. Nigel Benn; 1992–1996 WBC
16. James Toney; 1993–1994 IBF
17. Steve Little; 1994 WBA
18. Roy Jones junior; 1994–1996 IBF
19. Frankie Liles; 1994–1999 WBA
20. Steve Collins; 1995–1997 WBO
21. Robin Reid; 1996–1997 WBC
22. Charles Brewer; 1997–1998 IBF
23. Thulani Malinga; 1997–1998 WBC
24. Joe Calzaghe; 1997–2008 WBO; 2006 IBF; 2007 WBC & WBA
25. Sven Ottke; 1998–2004 IBF; 2003–2004 WBA
26. Richie Woodhall; 1998–1999 WBC
27. Markus Beyer; 1999–2000 WBC; 2003–2004 WBC; 2004–2006 WBC
28. Byron Mitchell; 1999–2000 WBA; 2001–2003 WBA
29. Bruno Girard; 2000 WBA
30. Glenn Catley; 2000 WBC
31. Dingaan Thobela; 2000 WBC
32. Dave Hilton; 2000–2001 WBC
33. Éric Lucas; 2001–2003 WBC
34. Anthony Mundine; 2003–2004 WBA (regulär); 2007–2008 (regulär)
35. Jeff Lacy; 2004–2006 IBF
36. Cristian Sanavia; 2004 WBC
37. Manny Siaca; 2004 WBA
38. Mikkel Kessler; 2004–2007 WBA; 2006–2007 WBC; 2010 WBC
39. Alejandro Berrio; 2007 IBF
40. Lucian Bute; 2007–2012 IBF
41. Denis Inkin; 2008–2009 WBO
42. Carl Froch; 2008–2010 WBC; 2010–2011 WBC; 2012–2015 IBF; 2013–2015 WBA (Unifiedchampion)
43. Károly Balzsay; 2009 WBO; 2011–2012 WBA (regulär)
44. Andre Ward; 2009–2012 WBA; 2011–2012 WBC; 2013–2015 WBA (Superchampion)
45. Dimitri Sartison; 2009–2011 WBA (regulär)
46. Robert Stieglitz; 2009–2012 WBO; 2013–2014 WBO
47. Brian Magee; 2012 WBA (regulär)
48. Arthur Abraham; 2012–2013 WBO; 2014–2016 WBO
49. Sakio Bika; 2013–2014 WBC
50. Anthony Dirrell; 2014–2015 WBC; seit 2019 WBC
51. Badou Jack; 2015–2017 WBC
52. Fedor Chudinov; 2015–2016 WBA (Superchampion)
53. James DeGale; 2015–2017 IBF; 2018 IBF
54. Giovanni de Carolis; 2016 WBA (regulär)
55. Felix Sturm; 2016 WBA  (Superchampion)
56. Gilberto Ramírez; 2016–2019 WBO
57. Tyron Zeuge; 2016–2018 WBA (regulär)
58. George Groves; 2017–2018 WBA (Superchampion)
59. David Benavidez; seit 2017 WBC (pausiert)
60. Caleb Truax; 2017–2018 IBF
61. Jose Uzcategui; 2018–2019 IBF
62. Rocky Fielding; 2018 WBA (regulär)
63. Callum Smith; seit 2018 WBA (Superchampion)
64. Saúl Álvarez; seit 2018 WBA (regulär)
65. Caleb Plant; seit 2019 IBF

## WBA-Superchampions
| Weltmeister       | Amt       |
| ----------------- | --------- |
| Sven Ottke        | 2003–2004 |
| Mikkel Kessler    | 2006–2007 |
| Joe Calzaghe      | 2007–2008 |
| Andre Ward        | 2009–2015 |
| Carl Froch        | 2013–2015 |
| Fjodor Tschudinow | 2016      |
| Felix Sturm       | 2016      |
| George Groves     | 2017–2018 |
| Callum Smith      | seit 2018 |